# Na Rejdišti
Ulice Na Rejdišti na Starém Městě v Praze odděluje vltavská nábřeží Alšovo a Dvořákovo a vede na ulici 17. listopadu.
Jižní část tvoří budova Rudolfina (adresa Alšovo nábřeží 12 a Na Rejdišti 2), kde sídlí Česká filharmonie, Cafe Rudolfinum a Galerie Rudolfinum a severní část tvoří budova Pražské konzervatoře (adresa Na Rejdišti 1) s Divadlem Na Rejdišti (Dvořákovo nábřeží 2).

## Historie a názvy
V středověku byla v prostorech ulice hradba od Karlova mostu přes Valentinskou ulici k nábřeží u ulice Na Františku. V roce 1660 u domu na Alšově nábřeží 2 byla vybudována městská jízdárna a celé prostranství u Vltavy až k dnešní ulici mělo název "Na Rejdišti". Názvy ulice se měnily:
- původní název - "Na břehu"
- 1905 - "U akademického gymnázia", protože v letech 1902-1919 sídlilo Akademické gymnázium na čísle 1
- od roku 1919 - "Na Rejdišti".

## Budovy, firmy a instituce
- Na Rejdišti 1
  - Pražská konzervatoř[3]
  - Divadlo na Rejdišti[4] a koncertní sál Pražské konzervatoře (vstup z budovy konzervatoře, nebo z Dvořákova nábřeží)
- Na Rejdišti 2 - budova Rudolfinum[5]
  - Česká filharmonie[6]
  - Cafe Rudolfinum[7]
  - Galerie Rudolfinum[8]

## Galerie

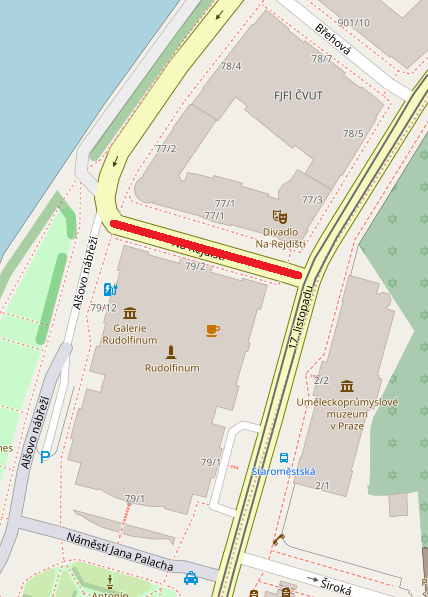
Ulice zvýrazněná na mapě
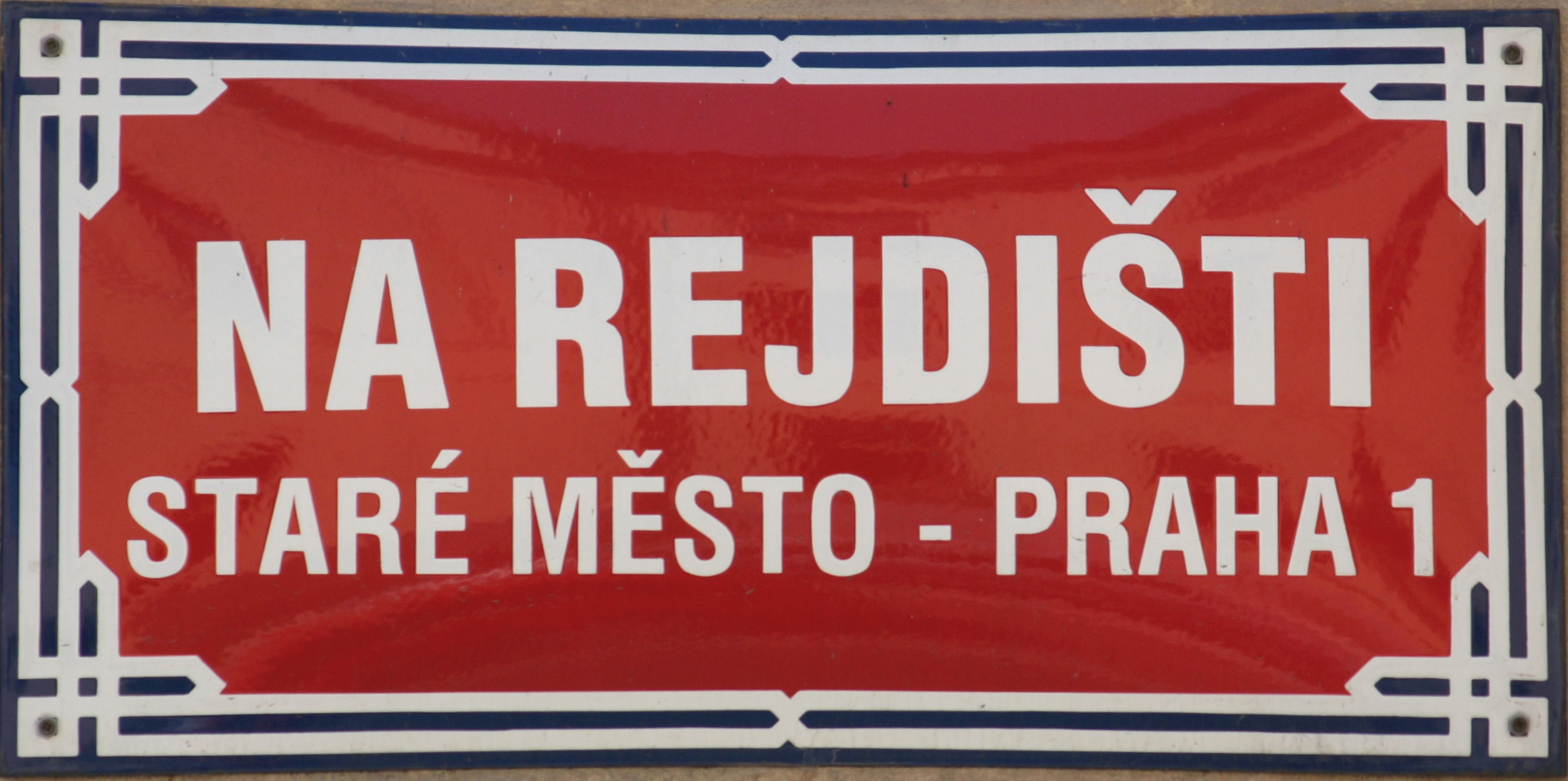
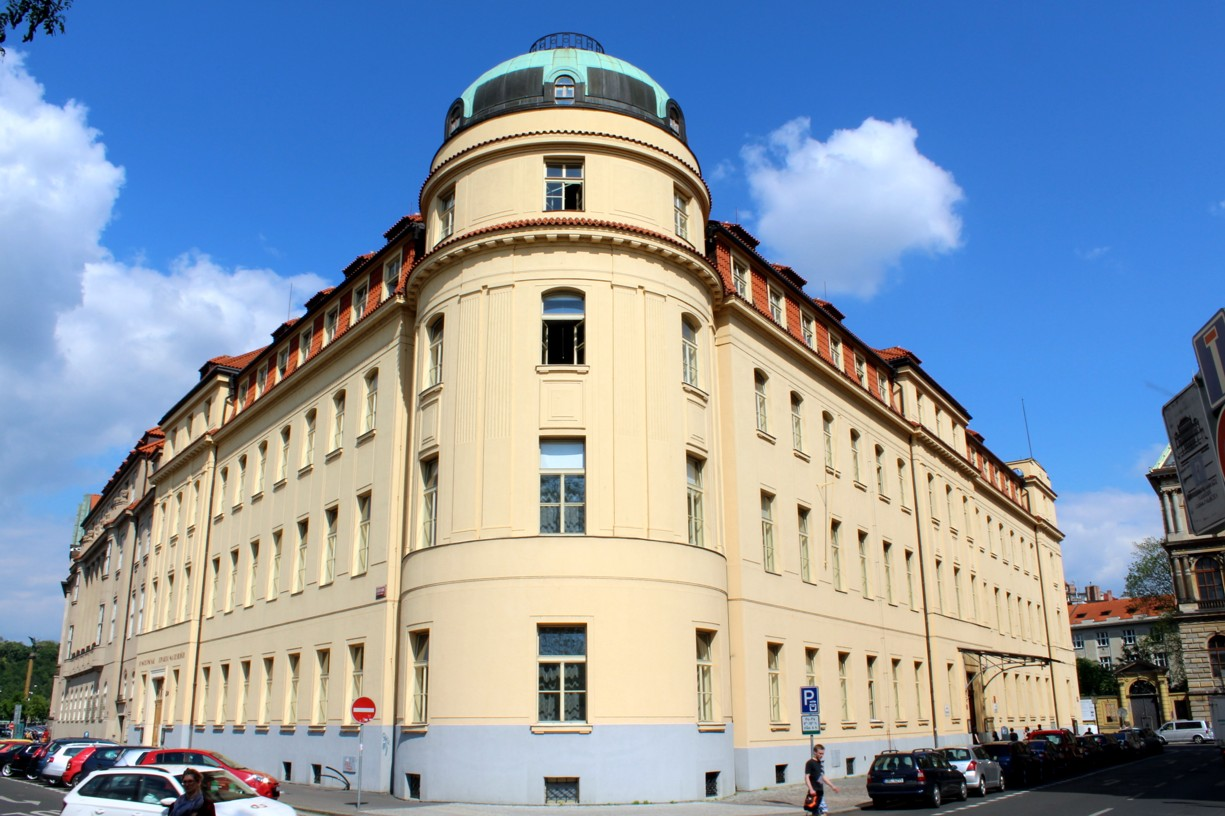
Budova Pražské konzervatoře, nároží ulice Na Rejdišti a Dvořákova nábřeží
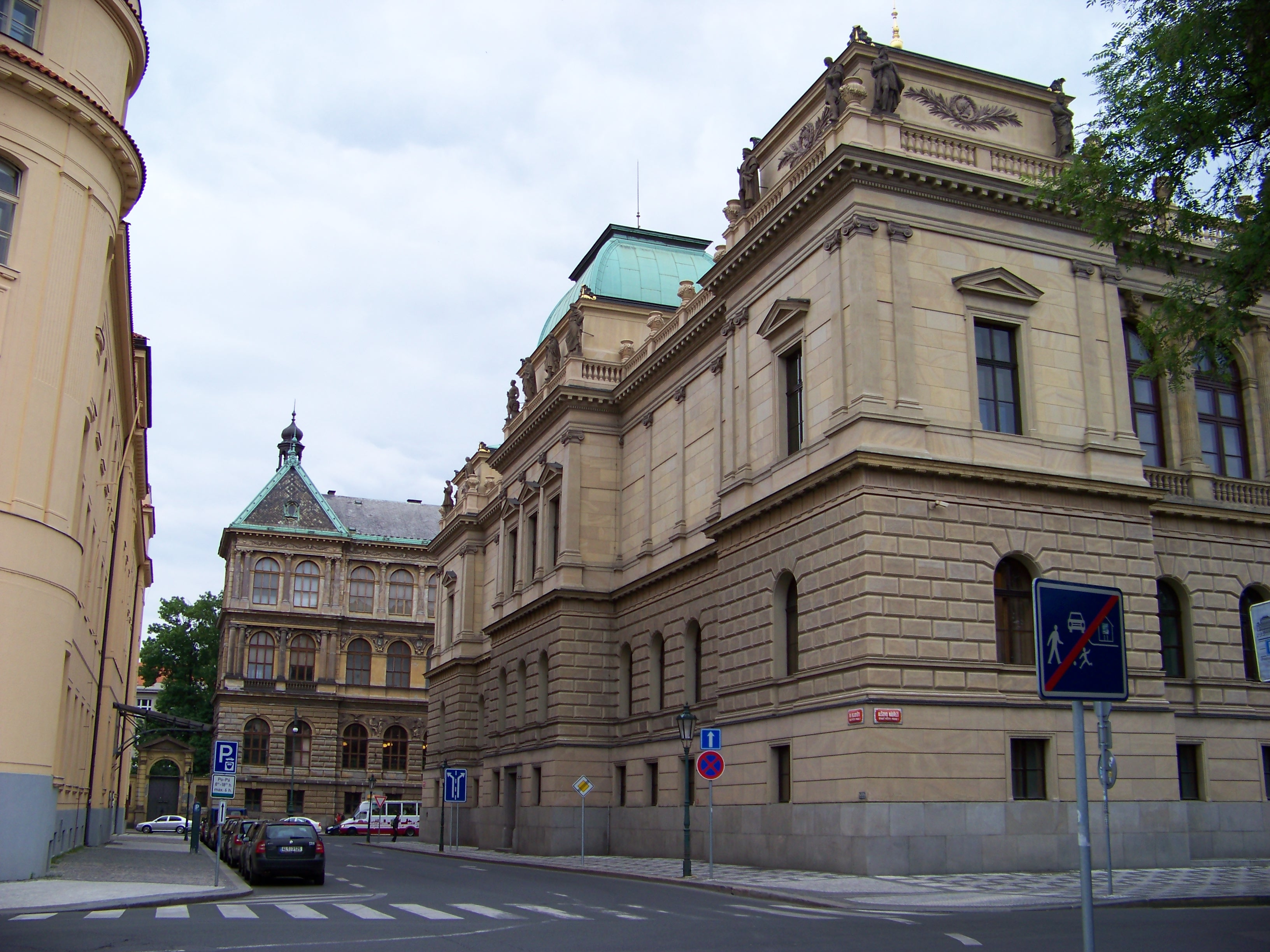
Pohled od řeky směrem k ulici 17. listopadu
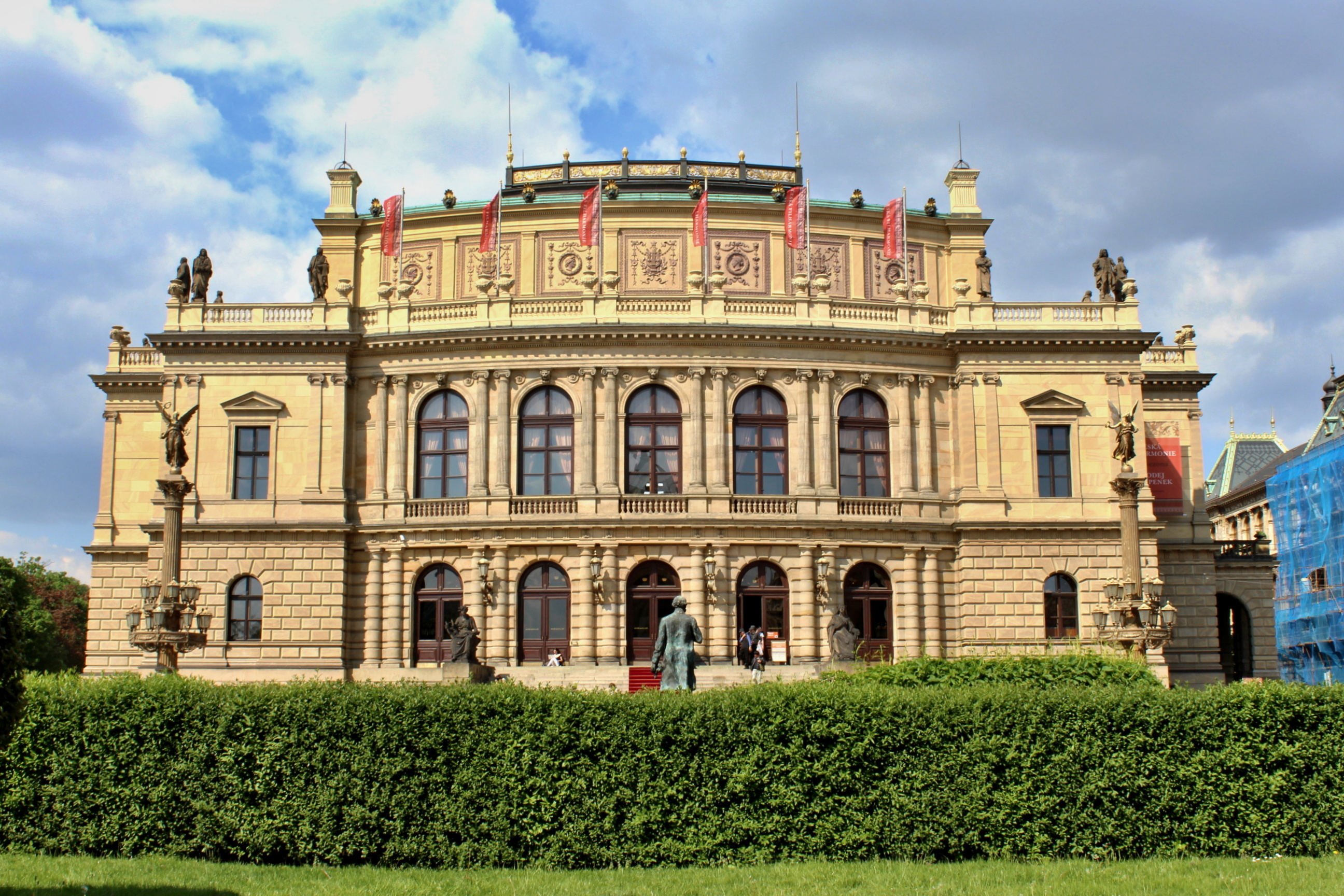
Rudolfinum